# Cimiteri ebraici di Livorno

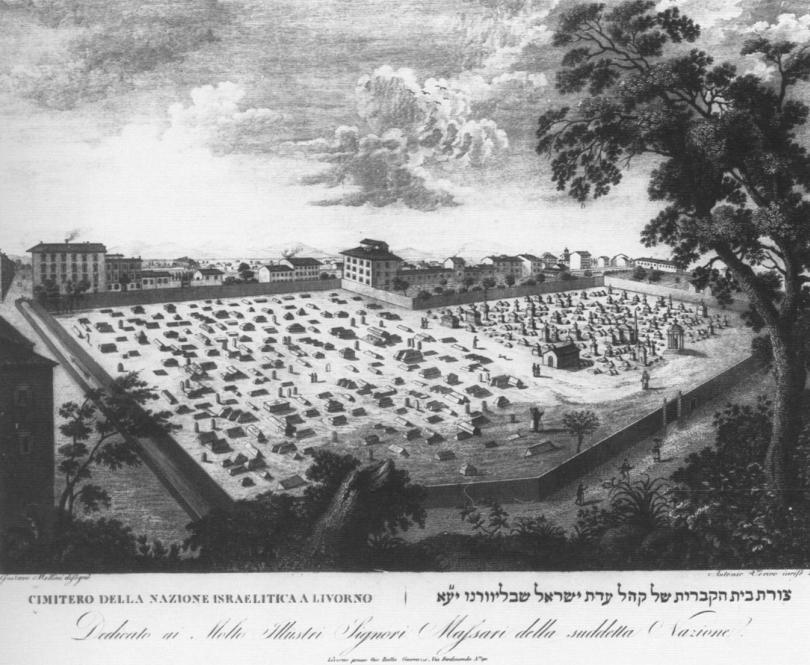
Il cosiddetto Cimitero Nuovo

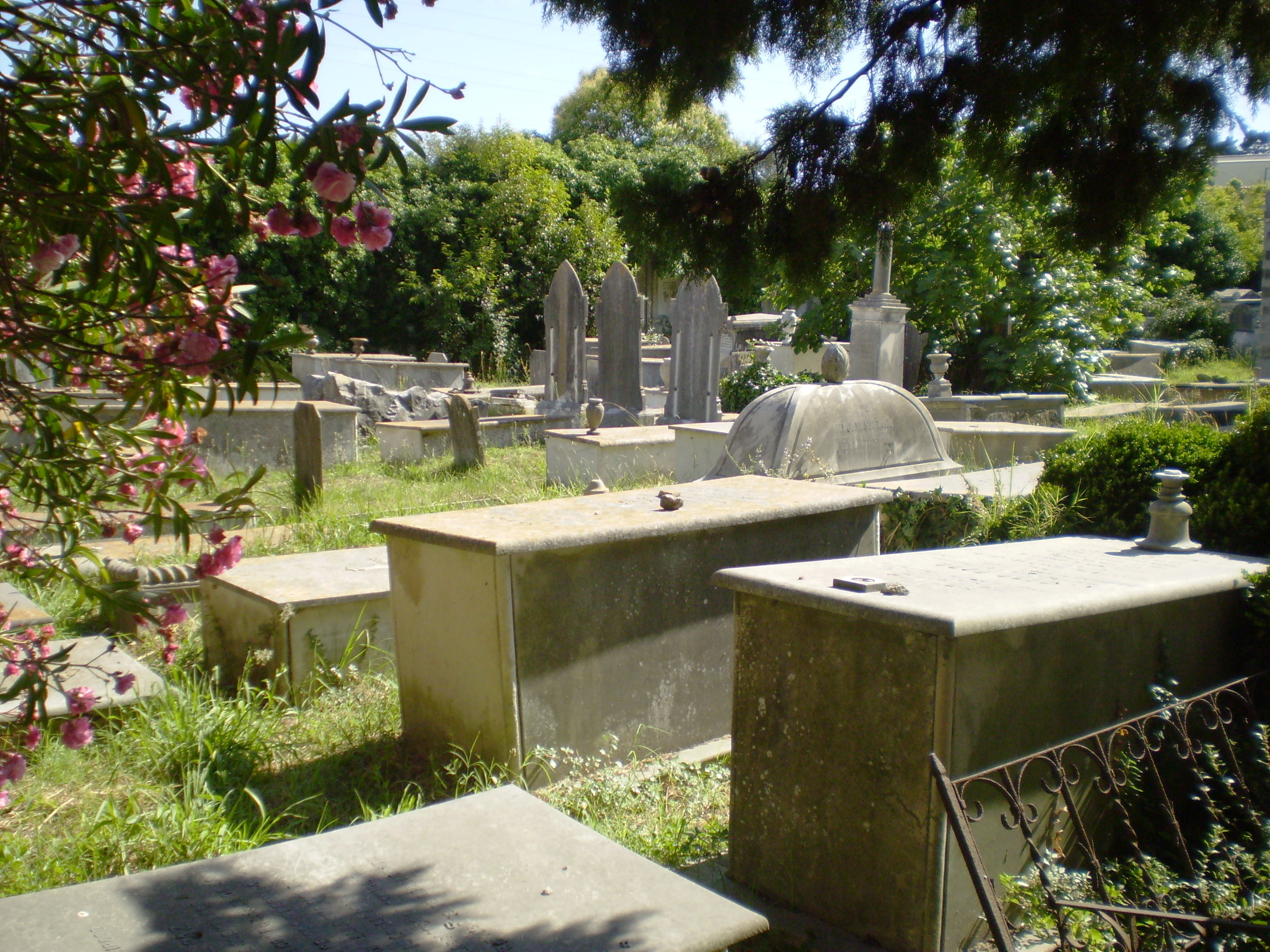
Cimitero ebraico dei Lupi

I cimiteri ebraici di Livorno costituiscono una delle più evidenti testimonianze della presenza, nella città labronica, di una numerosa comunità ebraica, tra le più importanti d'Italia.

## Storia
Sul finire del XVI secolo, nell'ottica del popolamento della nuova città di Livorno, il governo mediceo decretò una serie di agevolazioni in favore degli ebrei provenienti dalla penisola iberica.
Queste norme, passate alla storia come "Leggi Livornine", portarono ad un rapido accrescimento della città.
Nel 1601 gli ebrei erano 114, ma già nel 1633 passarono a 3300: nel 1808 erano quasi 5000.

### IlCampaccio
Inizialmente i membri della nazione ebrea venivano sepolti a sud della città, lungo la spiaggia nella zona dell'attuale via della Bassata. Con la legge "Livornina" del 1593 era stata data loro autorizzazione ufficiale a realizzare un cimitero.
Successivamente, nel 1600 ottennero un terreno nelle aree esterne alla Fortezza Nuova (attuale via Pompilia): oggi scomparso, il vecchio cimitero era noto anche come Campaccio ed era privo di recinzione.

### Il Cimitero Nuovo
Nel 1694, il rapido incremento della comunità portò alla realizzazione del Cimitero Nuovo, in un lotto tra l'odierna via Garibaldi e via Galilei (si veda la voce stradario di Livorno).
Fu attivo fino agli anni trenta del XIX secolo, quando fu interdetto a causa della vicinanza alla città, che ormai contava circa 70 000 abitanti. Un secolo più tardi l'area del cimitero fu espropriata, il cimitero fu smantellato e, nel secondo dopoguerra, qui fu costruito un vasto complesso scolastico. Alcune lapidi di pregevole fattura furono trasferite nel cimitero ebraico dei Lupi.
Altri frammenti di lapidi, al momento della dismissione avvenuta dopo la promulgazione delle leggi razziali fasciste, furono impiegati come materiale da costruzione; nel 2011, durante la demolizione di alcune case popolari nei pressi di via della Padula, sono state rinvenute parti di tombe in marmo presumibilmente provenienti da questo luogo di sepoltura.

### Il cimitero di viale Ippolito Nievo
Il terzo cimitero sorse nei pressi della Barriera Garibaldi, proprio lungo la cinta daziaria della città (oggi viale Ippolito Nievo).
Fu attivo dal 1840 al 1900 e, ancor oggi esistente, ospita numerosi monumenti funebri, quali i sepolcri di Elia Benamozegh, Israel Costa, delle famiglie Montefiore e Belforte, nonché la cappella della famiglia Attias. Risulta ricoperto da un'abbondante vegetazione a causa della scarsa manutenzione effettuata nel corso degli anni; sono tuttavia in programma opere di restauro, che al 2015 hanno portato al restauro del muro di cinta e del loggiato d'ingresso.

### Il cimitero dei Lupi

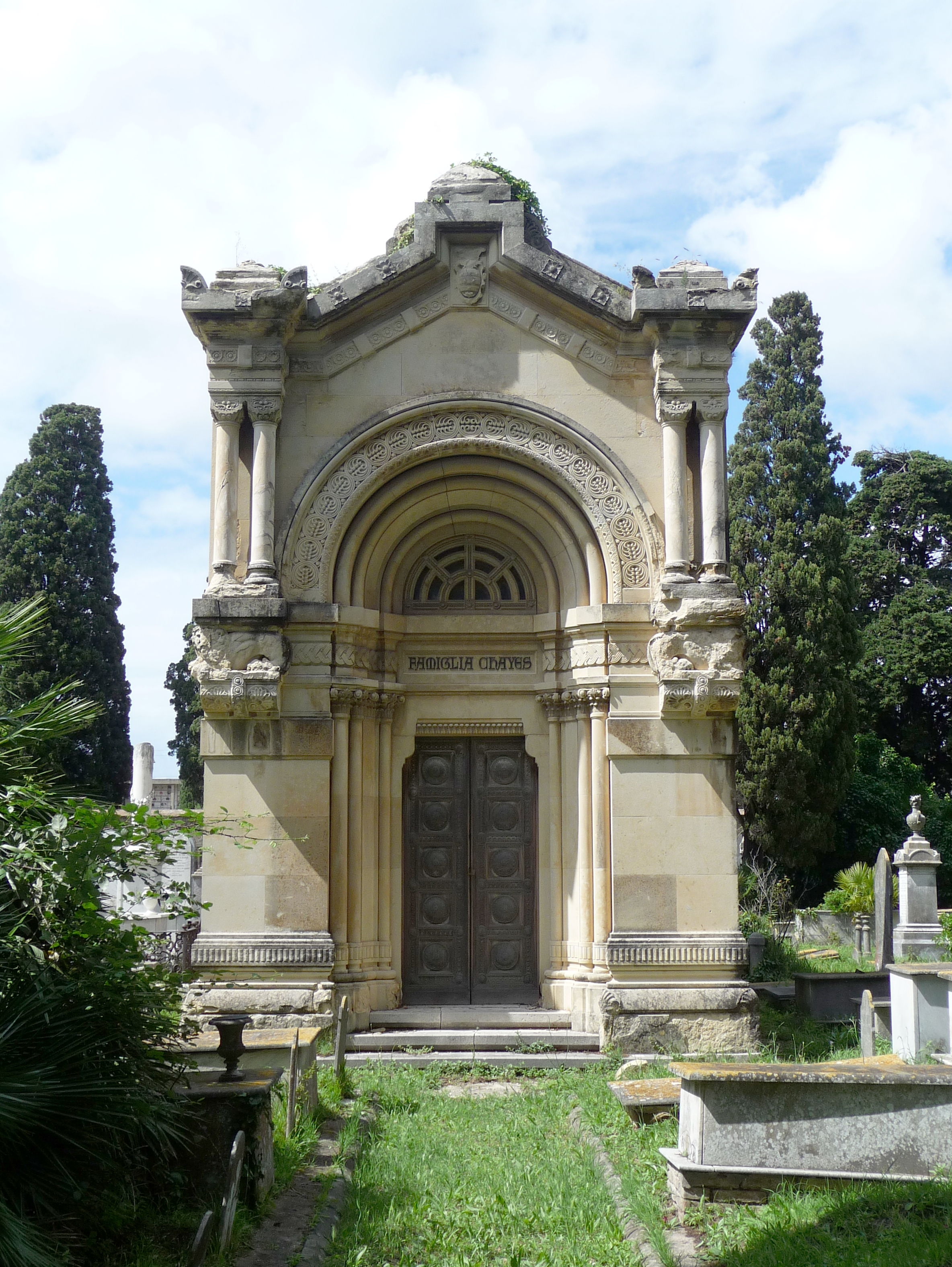
Mausoleo della famiglia Chayes nel cimitero ebraico dei Lupi

Dal 1901 è attivo un quarto cimitero in località Santo Stefano ai Lupi, tra il cimitero comunale e la linea ferroviaria che collega la stazione di Livorno Centrale con quella di Calambrone. Fu realizzato su progetto dell'architetto Adriano Padova e ospita alcuni sepolcri seicenteschi provenienti dagli antichi cimiteri scomparsi; la foggia dei monumenti sepolcrali del Seicento, peraltro, si ritrova anche in diverse tombe di protestanti all'interno dell'antico cimitero degli inglesi. Il cimitero dei Lupi è ancora in uso e qui si trovano il mausoleo della famiglia Chayes e la tomba di Elio Toaff (1915 - 2015), rabbino capo della comunità ebraica di Roma.
Nel 1964, con lo smantellamento del cimitero degli ebrei di Portoferraio che giaceva abbandonato da tempo, vi furono trasferite 33 tombe della fine del XVII secolo. Si tratta di piccole lapidi piramidali rettangolari con due facce, su una vi è una scritta in ebraico e sull'altra in spagnolo, essendo gli ebrei di provenienza spagnola e portoghese in seguito alla espulsione del 1492. Di un'iscrizione ebraica in buono stato del 1704 il professor Mauro Perani ha effettuato una traduzione in italiano in quanto il lato spagnolo non è leggibile.

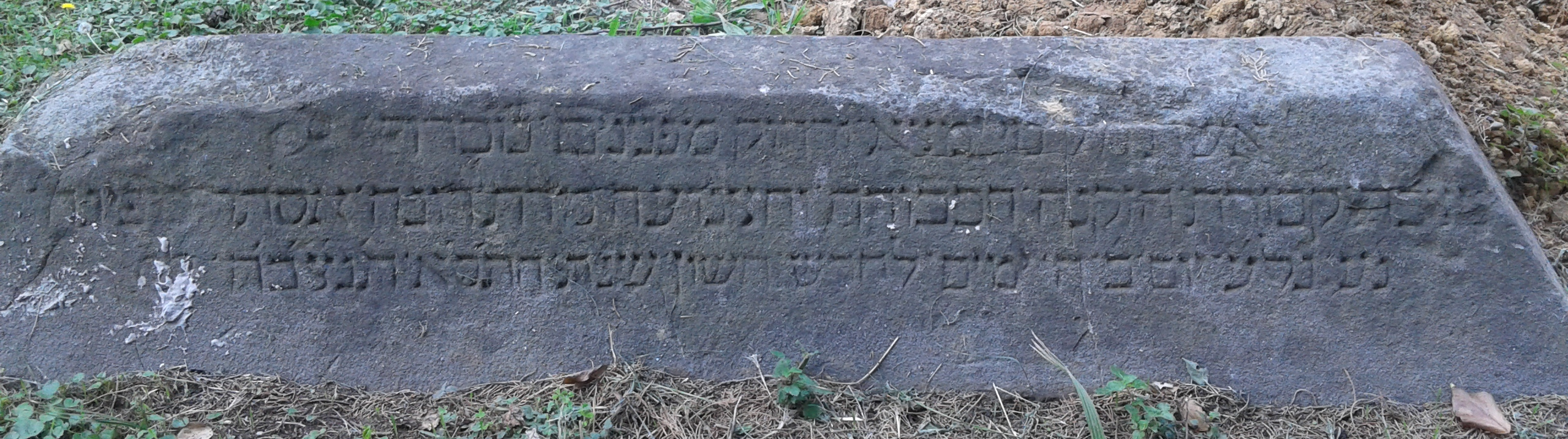
Tomba proveniente dal cimitero degli ebrei di Portoferraio all'isola d'Elba. Traduzione: Una donna di valore chi la troverà? Ben superiore alle perle è il suo valore! Pietra sepolcrale dell'anziana, onorata e modesta signora Dona Ester da Pisa il suo riposo sia nell'Eden, dipartita il giorno di lunedì 5 del mese di Cheshwan dell'anno 5465 (5 nov. 1704) Sia la sua anima legata nel fascio della vita.

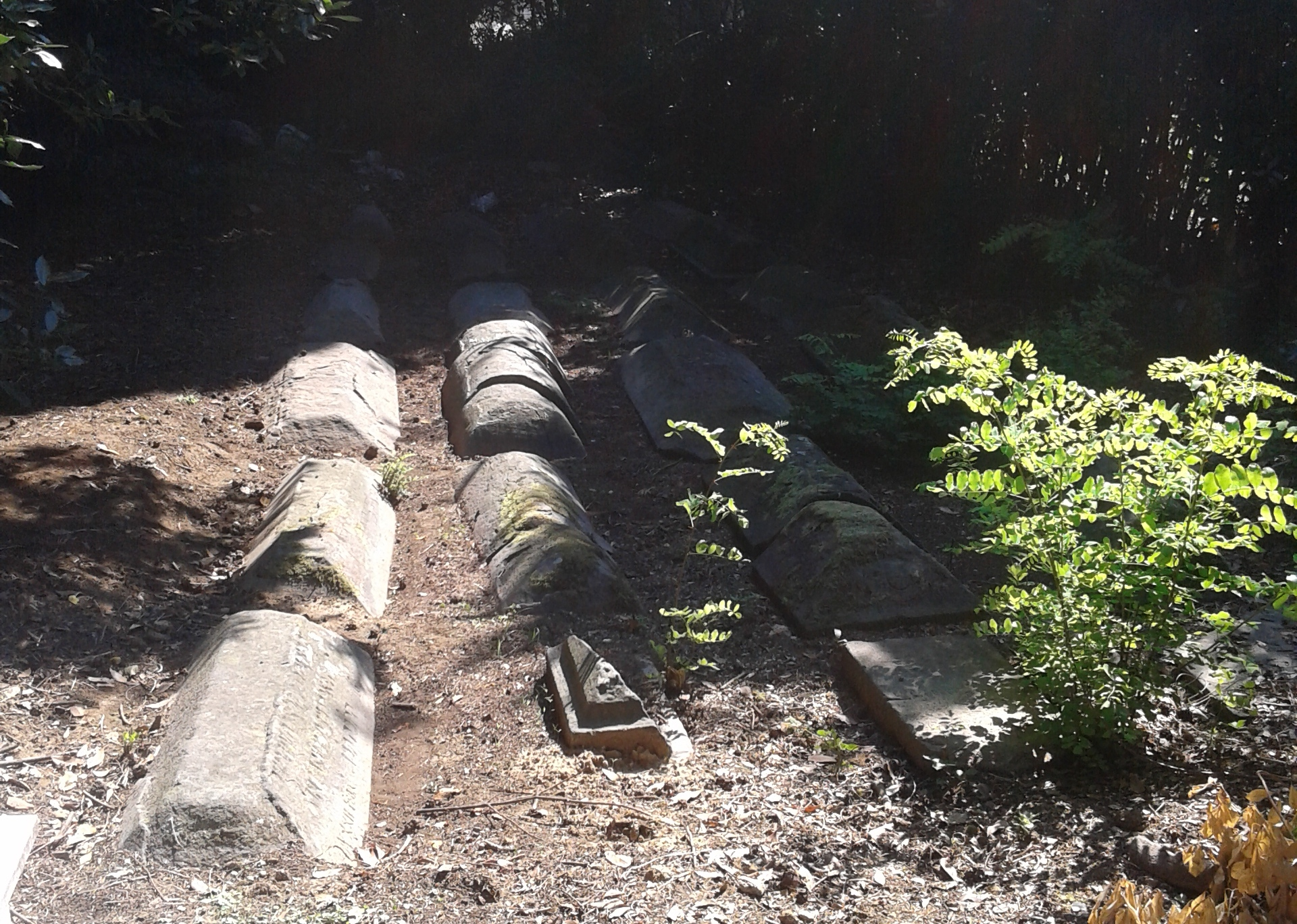
Tombe provenienti dal cimitero degli ebrei di Portoferraio all'isola d'Elba